# Diospyros cherrieri
Diospyros cherrieri är en tvåhjärtbladig växtart som beskrevs av Frank White. Diospyros cherrieri ingår i släktet Diospyros och familjen Ebenaceae. Inga underarter finns listade i Catalogue of Life.